# Walter Eilers
Walter Eilers (* 12. Januar 1896 in Hamburg; † 30. März 1972 ebenda) war ein deutscher Komponist.

## Leben und Werk
Walter Eilers studierte Musik an den Universitäten in Hamburg und Berlin. Danach arbeitete er als Konzertbegleiter zunächst in Damme, ab den späten 1930er Jahren dann als Kapellmeister auf den Hamburger Landungsbrücken. Mit seiner Kapelle Walter Eilers spielte er vor allem gehobene Unterhaltungsmusik. Zudem komponierte Eilers auch eigene Werke aus dem Bereich der U-Musik. Seine Operette Malayische Träume wurde beispielsweise 1951 von den Städtischen Bühnen Münster aufgeführt und seine Lieder Ich such ne Kleine und New York – Berlin vom Verlag Sikorski veröffentlicht.
Die Werkliste von Walter Eilers umfasst Operetten und Musicals wie Geliebte Dorrit, Meine Frau, der Lausbub, Malayische Träume sowie etliche Lieder.
Walter Eilers fand seine letzte Ruhestätte auf dem Friedhof Ohlsdorf. Sie liegt im Planquadrat P 14 oberhalb der Cordesallee. 